# Guerra do Condado de Colfax
A Guerra do Condado de Colfax, foi um conflito ocorrido entre os anos de 1873 e 1888, no Novo México, entre colonos e novos proprietários de terras. A guerra começou quando proprietários de terras ganhas por concessão, tentaram expulsar alguns colonos que habitavam as propriedades no Condado de Colfax. Os locais se recusaram a abandonar as terras, afinal eles haviam colonizado e preparado toda aquela faixa de propriedades, a discordância resultou em uma onda de violência em 1875.

## História

### Eventos Pregressos
A disputa territorial começa quando o governador mexicano da província de Santa Fé do Novo México concede terras para Charles H. Beaubien e Guadalupe Miranda em 1841, que incluía largas porções de terras no que agora faz parte do Condado de Colfax no norte do Novo México e no Condado de Las Animas no Sul do Colorado. Em 1849, após a região ser cedida aos Estados Unidos ao fim da Guerra Mexicano-Americana, um americano chamado Lucien B. Maxwell se casa com a filha de Beaubien e se torna o dono daquela vasta área de terras. Nas décadas seguintes muitos outros colonos se dirigem até Santa Fé, Maxwell sempre foi muito leniente com as novas famílias que vinham em direção as terras, aceitando que eles se estabelecessem na área, podendo cultivar e morar naquelas terras, assim como permitia que mineradores minerassem na propriedade.
Em 1870, Maxwell vende as terras para um grupo de ingleses, por um valor de 1,35 milhões de dólares. Os novos proprietários então fundam a Maxwell Land Grant and Railway Company. A chegada dos novos proprietários logo causa uma onda de tensão entre as pessoas que viviam na área, e os ânimos se exaltam dos dois lados. Os trabalhadores enviados pela companhia até as terras, passaram a ser assediados pelos moradores locais, se tornando um obstáculo para a companhia. Colonos brancos, espanhóis e nativo americanos moravam nas terras, e acreditavam que a propriedade pertencia ao domínio público, e que tinham recebido concessão não escrita de Maxwell para viver nas terras. 

### Guerra
Um grande encontro realizado por colonos aconteceu em 30 de março de 1873, onde eles concordaram em se preparar para defender suas casas e propriedades se fosse necessário. O evento que muito provavelmente iniciou o conflito foi o assassinato do reverendo Franklin J. Tolby, um firme aliado dos colonos que fazia oposição a companhia Maxwell Land Grant. Ele foi encontrado sem vida no Cânion Cimarron em 14 de setembro de 1875. Rapidamente os colonos culparam a companhia pelo crime, um pistoleiro chamado Cruz Vega foi acusado do crime. Vega e sua família faziam parte da comunidade hispânica da região, sendo que seu tio Francisco Grieco era um dos líderes da resistência contra a posse da companhia sobre as terras. 
A família de Grieco no entanto mudou de lado quando foi acusada de ter matado três homens da cavalaria em uma briga causada por um jogo de cartas, além disso eles foram acusados de tirar a vida de outro soldado em 1º de junho daquele ano. A família então passou a ser chantageada pela companhia, caso contrário seriam entregados às autoridades. Com o histórico de traição e violência da família, Vega era o principal suspeito pela morte do reverendo Franklin, Robert Clay Allison, pistoleiro que militava pela causa dos colonos organizou um grupo que perseguiu Vega, conseguindo prendê-lo, o homem então foi torturado e enforcado pelo grupo.
A família de Vega prometeu que vingaria sua morte, seu tio Grieco confrontou Allison no Salão do hotel St. James, um duelo foi travado entre os dois homens, Allison foi mais rápido matando Grieco no confronto, além disso Allison também havia tirado a vida de outro homem chamado Chunk Colbert no Condado de Colfax. Em retaliação, a companhia enviou homens armados até as propriedades campesinas, destruindo-as e matando alguns que tentaram impedir o ataque.
Por causa da inabilidade das autoridades legais em manter a ordem em Cimarron, o juiz do território do Novo México, com o apoio do Governador Marsh Giddings, requisitou tropas federais para intervirem no conflito e restabelecer a ordem. As tropas não formam enviadas e o clima de violência continuou, a Companhia Maxwell Land Grant, tinha o apoio de outra grande companhia chamada Santa Fé Ring, grupo que tinha extrema influência política, controlando políticos e homens da lei de todo o Oeste. Os colonos não se sentiam confortáveis com as incursões de soldados em suas propriedades, o que fez com que novas mortes acontecessem, três soldados foram mortos em um confronto com cowboys do Texas no St. James Hotel, alguns meses depois um dos cowboys envolvidos nos crimes foi morto por um xerife local. Clay Allison fez mais uma vítima matando um sargento em um bar enquanto este bebia. Algum tempo depois um homem chamado Cardenas, confessou ter matado o Reverendo Tolby, sendo enforcado pelo crime por um grupo de 20 homens armados. Estimasse que cerca de 200 pessoas morreram por causa da guerra do Condado de Colfax. Os conflitos então passaram a acontecer com menos frequência, Clay Allison foi preso em 1876, quando foi capturado por um xerife local, com a ajuda de um capitão e um tenente da 45ª divisão de cavalaria dos Estados Unidos. Em 1879 a companhia foi vendida para um grupo de investidores holandeses.
Em 1885 o tribunal do Condado de Colfax, foi o palco do último grande confronto da guerra, um grupo liderado por George Curry, entrou em conflito com um grupo de autoridades policiais locais, os irmãos Curry, bem como seus seguidores foram mortos. Os novos proprietários da companhia enfrentaram dificuldades financeiras, e foram processados pelo governo dos Estados Unidos por reivindicar a posse de terras públicas no Colorado. Em 8 de março de 1887 a companhia enviou um apelo à Suprema Corte dos Estados Unidos, para julgar quem era por direito o dono da propriedade. A resposta da corte veio cinco semanas depois, garantindo a companhia direito sobre as terras em questão. 
Alguns colonos deixaram as terras, outros conseguiram um acordo com a companhia para vender suas partes, até 1894 os outros que restavam foram despejados. Dois anos após a morte do Reverendo Tolby, o conflito se acalmou. A última vítima da guerra foi Richard Russell, morto em um tiroteio contra homens a serviço da companhia em Stonewall, Colorado, em 1888.

## Cultura Popular
O jogo Gun de 2005, traz um personagem chamado Clay Allison, que lidera uma resistência parecida aquela ocorrida no Condado de Colfax.